# 莱斯佩斯
莱斯佩斯（法語：Lespesses，法語發音：[lɛspɛs]）是法国上法蘭西大區加来海峡省的一个市镇，属于贝蒂讷区。

## 地理
莱斯佩斯（50°33'46"N, 2°25'27"E）面积3.09 平方千米，位于法国上法蘭西大區加来海峡省，该省份为法国北部沿海省份，西北濒北海，南至索姆省，东临北部省。
与莱斯佩斯接壤的市镇（或旧市镇、城区）包括：布雷克、埃克代克、利耶尔、利莱尔、圣伊莱尔-科特。
莱斯佩斯的时区为UTC+01:00、UTC+02:00（夏令时）。

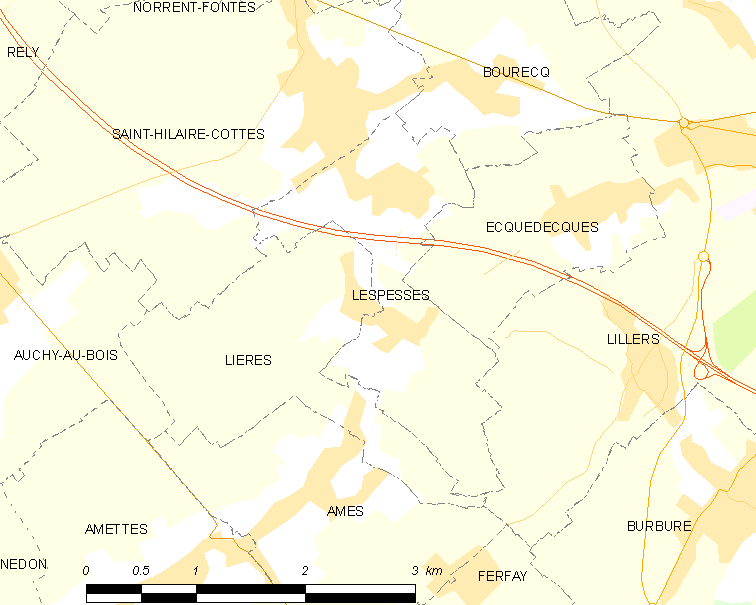
莱斯佩斯的OSM定位图

## 行政
莱斯佩斯的邮政编码为62190，INSEE市镇编码为62500。

## 政治
莱斯佩斯所属的省级选区为利莱尔县。

## 人口

1962-2008年间莱斯佩斯人口变化图示

莱斯佩斯于2022年1月1日时的人口数量为401人。